# 3496 Arieso
3496 Arieso este un asteroid din centura principală, descoperit pe 5 septembrie 1977 de Hans-Emil Schuster.